# 新马尔科夫卡农村居民点
新马尔科夫卡农村居民点（俄语：Новомарковское сельское поселение）是俄罗斯联邦沃罗涅日州坎捷米罗夫卡区所属的一个农村居民点。其下辖有2个居民点，行政中心为新马尔科夫卡。据2016年统计，该农村居民点的人口为1431人。